# Josef Šťastný (1918)
Josef Šťastný (30. ledna 1918 Dalešice – ?) byl český pedagog a voják.

## Biografie
Josef Šťastný se narodil v roce 1918 v Dalešicích, roku 1937 v Brně odmaturoval na obchodní akademii a po maturitě absolvoval základní vojenskou službu. Po vstupu německých vojsk do Československa byl odvolán z armády, ale v květnu roku 1939 odešel do emigrace do Jugoslávie, kde v Međurići působil jako pedagog na české škole, následně se přidal k odbojovému hnutí v Jugoslávii a bojoval kolem Záhřebu.
Po skončení druhé světové války nastoupil na Vysokou školu obchodní v Záhřebu a později přešel do Prahy, kde získal titul inženýra. Po studiích se přestěhoval do Velkého Meziříčí, kde působil jako pedagog na Hotelové škole. Později se přestěhoval do Brna, kde také pracoval jako pedagog a mezi lety 1974 a 1978 jako krajský školský inspektor. V důchodu se odstěhoval do Náměště nad Oslavou.
V Náměšti nad Oslavou žil s manželkou Libuší, která pocházela z české rodiny v Jugoslávii.